# Битка при Гумбинен
Битката при Гумбинен е сражение между германската 8-а армия и руската 1-ва армия
провело се на 20 август 1914 в Източна Прусия.
Инициирано от германците под влияние на постигнатия от тях тактически успех в боя при Щалупьонен, това сражение е първото значимо германско настъпление на Източния фронт по време на Първата световна война. Прибързаността на нападението и недобрата координация между германските сили обаче води до руски успех, който довежда до оттеглянето на 8-а армия и предопределя по-нататъшното развитие на Източнопруската кампания.

## Предистория
На 17 август 1914 година руската 1-ва армия, под командването на генерал Павел Рененкампф, прекосява руско-германската граница и поставя началото на Източно-пруската операция. Натоварена да противодейства на нашествието е германската 8-а армия, чиито командир генерал-полковник Максимилиан фон Притвиц планира да посрещне нахлуващите от изток руски сили на река Ангерап (сега Анграпа). Изпълнението на този план обаче е сериозно подкопано от агресивния командир на германския 1-ви армейски корпус генерал Херман фон Франсоа, който разполага силите си значително по на изток от предвиденото и започва сражение с настъпващите руски сили, пренебрегвайки инструкциите на генерал Притвиц.
В развилия се на 17 август край градчето Щалопьонен бой германците постигат известен тактически успех, но все пак привечер са принудени да отстъпят на запад към град Гумбинен. Рененкампф възобновява настъплението на следващия ден като на 19 август намиращият се на десния фланг на руската 1-ва армия конен корпус от 4 дивизии (70 ескадрона и 8 батареи) на генерал Нахичевански се сблъсква и успява да отхвърли една немска ландверна бригада, нанасяйки ѝ тежки загуби. След този бой обаче Нахичевански под предлог да попълни човешките и материалните си загуби оттегля корпуса си в тила и практически оголва фланга на армията. В същия ден генерал Рененкампф обявява 20 август за ден за почивка за цялата армия. Съобщението е предадено чрез радио и прихванато от немците.
През цялото време на оттеглянето си към Гумбинен генерал Франсоа поддържа контакт с руснаците и убеден в слабостта им настоява да му бъде позволено да атакува. Този път Притвиц му разрешава като дори решава и да го подкрепи с главните сили на армията си.

## Противостоящи сили
Преценяйки, че настъплението на руската 1-ва армия представлява главната опасност фон Притвиц оставя единствено своя 20-и армейски корпус на юг, около Ортелсбург, където да прикрива границата от концентриращата се руска 2-ра армия, а главните си сили насочва към Гумбинен. Така за предстоящата битка той разполага със следните сили:
- 1-ви армейски корпус (1-ва и 2-ра пехотна дивизия) на генерал Франсоа – съсредоточен на североизток от Гумбинен с 1-ва конна дивизия и 2-ра ландверна бригада прикриващи левия му фланг, а гарнизона на Кьонигсберг(т.нар. дивизия „Бродрюк“) прикриващ десния му фланг;
- 17-и армейски корпус (35-а и 36-а пехотна дивизия) на генерал Макензен – съсредоточен около Даркемен (днес Озьорск) на река Анграпа;
- 1-ви резервен корпус (1-ва и 36-а резервна пехотна дивизия) на генерал Белов – съсредоточен около около Ангербург (днес Венгожево, Полша) в близост до езерото Мауерзе (Мамри);
- 3-та резервна дивизия – около Льотцен (днес Гижицко, Полша);

Общо германците разполагат с осем и половина пехотни дивизии, една конна дивизия и деветдесет и пет артилерийски батареи. Така съсредоточените им сили обаче остават твърде разделечени и затова следобед на 19 август, на 17-и корпус, 1-ви резервен корпус и 3-та резервна дивизия е наредено да започнат придвижване, така че да се изравнят с 1-ви армейски корпус.
На тези сили се противопоставя руската 1-ва армия в състав:
- 20-и армейски корпус (28-а и 29-а пехотна дивизия) на генерал Смирнов;
- 3-ти армейски корпус (25-а и 27-а пехотна дивизия) на генерал Епанчин;
- 4-ти армейски корпус (30-а и 40-а пехотна дивизия) на генерал Алиев;
- 5-а стрелкова бригада;
- 1-ва конна дивизия;
- 1-ва отделна конна бригада

Общо генерал Рененкампф разполага с шест и половина пехотни дивизии, една и половина конна дивизия и 55 артилерийски батареи разположени на един фронт дълъг около 45 километра по права линия околностите на Гумбинен на север до Голдап на юг. Освен тези сили в 1-ва армия влиза и конния корпус (4 дивизии) на генерал Нахичевански, но той се оттегля в тила на армията на 19 август и не взема участие в сражението.

## Ход на сражението
На 20 август в 3:30 часа германският 1-ви армейски корпус дава начало на сраженито със силна артилерийска бомбардировка срещу позициите на руската 28-а пехотна дивизия. Опитите на руската артилерия, състояща се предимно от леки полеви оръдия, да противодейства на добре окопаната немска артилерия се оказват безуспешни и към 8 часа пехотата на германската първа дивизия започва фронталната си атака. По същото време германската 2-ра пехотна дивизия завършва, нареденото по-рано от генерал Франсоа, прехвърляне на силите от десния на левия фланг на 1-ви корпус, застрашавайки по този начин с обхождане руските сили, чието дясно крило остава открито поради оттеглянето и бездействието на руската конница. Артилерия на дивизията се възползва от изгодната позиция и подлага на тежък обстрел десния фланг и тила на руската 28-а пехотна дивизия, която оказала се под силни фронтални, флангови и тилови атаки започва да търпи сериозни загуби и е принудена да отстъпи. Германската кавалерия дори успява да проникне и да всее хаос в тила на руските войски. Това поставя в сложно положение съседната руска 29-а пехотна дивизия, която е атакувана предимно от немската дивизия „Бродрюк“. Тук обаче добре окопаните руснаци успяват да отбият фронталните атаки и да извият центъра и десния си фланг така че да посрещнат последиците от поражението на 28-а дивизия. Въпреки значителния първоначален успех атаката на германския 1-ви армейски корпус постепенно губи сила и е спряна окончателно в 16 часа.
На юг от Гумбинен 17-и армейски корпус на генерал Макензен е принуден да извърши един преход от над 20 километра през нощта на 19 срещу 20 август, за да достигне местоназначението си. Съобщенията за успехите на 1-ви армейски корпус убеждават Макензен, че трябва да насочи силите си на североизток, за да атакува фланга на руските войски действащи срещу генерал Франсоа и да отреже пътят за отстъплението им. Така в 8 часа сутринта 17-и корпус настъпва без данни за стоящите на пътя му неприятелски сили и се сблъсква с 25-а и 27-а пехотна дивизия на руския 4-ти армейски корпус. Германската 35-а пехотна дивизия атакува фронтално руските позиции, а 36-а дивизия е изпратена да обходи двете вражески дивизии, но вместо това се сблъсква с част от руската 27-а и 40-а пехотна дивизия. Така немските пехотни сили възлизащи на две дивизии от 24 батальона и 26 300 бойци се изправят срещу руската 25-а дивизия от 16 батальона и 12 800 бойци, силно пострадалата в боя при Щалупьонен 27-а дивизия от 14 батальона и 7800 бойци и 40-а дивизия 12 батальона и 9600 бойци или общо 42 батальона и 30 200 бойци. Въпреки големите усилия германците биват спрени от силния и добре координиран руски артилерийски и пехотен огън, който принуждава към 15 часа 35-а дивизия да започне оттегляне, което към 17 часа става пълно отстъпление. В този бой корпусът на генерал Макензен дава тежки жертви изчислявани на около 200 офицера и 8000 войника, но въпреки отстъплението му, често извършвано от някои части в безпорядък, руснаците не го преследват решително и му позволяват да се установи и реорганизира на нови позиции.
На юг от 17-и армейски корпус настъпва 1-ви резервен корпус (26 батальона и 16 батареи) на генерал Белов с намерението да атакува във фланг противостоящия на Макензен руски 3-ти армейски корпус. След дългия нощен поход обаче на германците е наредено да се установят около градчето Гавайтен, за да се противопоставят на руските сили намиращи се на южния край на Роминтеновия лес, около Голдап. Скоро 1-ви корпус се сблъсква с руската 30-а пехотна дивизия и 5-а стрелкова бригада от общо 22 батальона и 9 батареи. Първоначално боят се развива нерешително като пехотните части на противниците на места се смесват до такава степен, че артилерията им е неспособна да се намеси решително. След обяд численото немско превъзходство започва да си казва дума и руските атаки биват отхвърлени, като по същото време от към левия фланг на 1-ви корпус се задава и германската 3-та резервна дивизия (12 батальона и 7 батареи) почти удвоява немските сили спрямо руските, макар и да не взима пряко участие в боя през този ден.

## Резултати и последствия
Вечерта на 20 август поставя край на сражението, а в резултат германците не постигат решителен успех. Вместо това те удържат частични победи по фланговете си, като 1-ви армейски корпус докладва залавянето на около 6000 руски пленици, но в центъра претърпяват значим неуспех. Все пак корпусните командири очакват продължение на битката на следващия ден, оставайки убедени в предимството си поради завършването на концентрацията на армията и известнота числено превъзходство, което са добили над руските сили.
По време на битката руската 1-ва армия в общи линии успява да се удържи на старите си позиции, с изключение на десния фланг. Претърпените загуби достигат 18 839 души срещу около 15 000 за немците, като особено тежки са загубите на 28 дивизия, която губи 7049 офицери и войници излезли от строя т.е. 60% от наличния боен състав.
Вечерта на 20 август генерал Притвиц научава за започналото настъпление на руската 2-ра армия от юг, което застрашава главните му сили при Гумбинен и Голдап. Силно разтревожен от това той решава да нареди отстъпление на силите си към река Висла. Началникът на оперативния отдел към щаба на армията подполковник Макс Хофман, за разлика от командира на армията е убеден, че руската 2-ра армия е в състояние да достигне Висла преди отстъпващите от Гумбинен немски части и предлага 8-а армия да се справи първо с надвисналата над тила ѝ руска опасност от юг. С помощта на други офицери Хофман успява да убеди Притвиц да последва това предложение, но това не успява да спаси поста на последния и на 21 август той е заменен като командващ 8-а армия от Паул фон Хинденбург, а за нов началник на щаба на армията е назначен Ерих Лудендорф.
От своя страна руската 1-ва армия решава да не преследва отстъпващите от Гумбинен немци и така им позволява да концентрират почти всичките си сили срещу руската 2-ра армия, след което да и нанесат решително поражение в битката при Таненберг.